# Górne Miasto

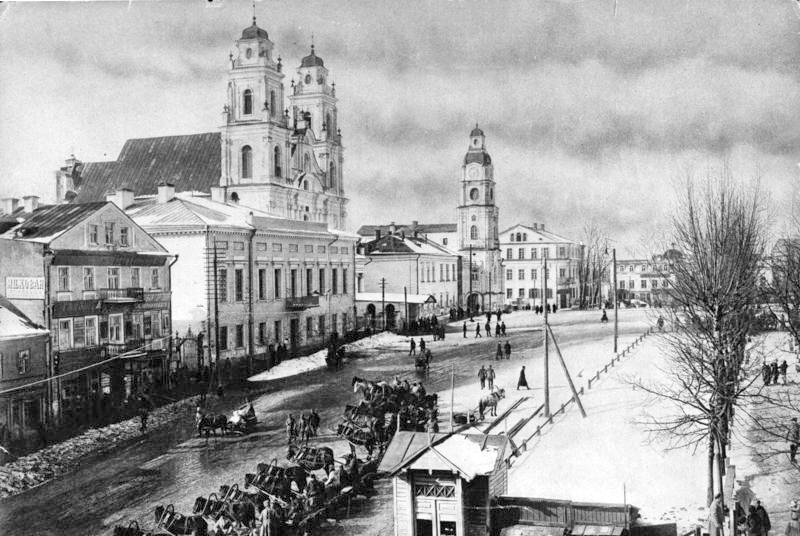
„Kościół Polski” na Wysokim Rynku. Zdjęcie z 1914 roku

Górne Miasto, także: Wysokie Miasto, Wysoki Rynek (biał. Верхні Горад, Высокае Места, Высокі Рынак) – historyczna dzielnica Mińska położona na południe od dawnego mińskiego zamku.

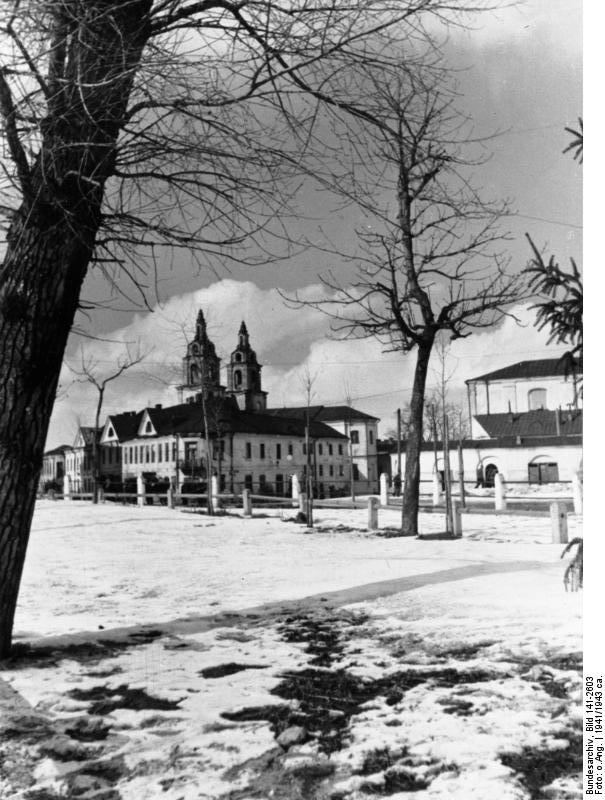
Górne Miasto. Zdjęcie z 1941 roku

Dzielnica zaplanowana została pod koniec XVI wieku jako nowe centrum Mińska, w związku z nadaniem mu w 1499 roku prawa magdeburskiego. W XV wieku na Wysokim Rynku zbudowano ratusz. W 1564 roku w Mińsku powstała wspólnota kalwińska, która w ostatniej ćwierci XVI wieku na Górnym Mieście zbudowała dom modlitwy (zbór) i wytyczyła ulicę Zborową. Budowa możliwa była dzięki wsparciu ogólnym księcia Mikołaja Radziwiłła Czarnego i finansowym ze strony mińskich bogatych protestantów. Mimo powstania tych budowli, w wiekach XV i XVI dzielnica miała peryferyjne znaczenie. Czynnikiem niekorzystnym dla jej rozwoju i zabudowy był m.in. brak umocnień obronnych.
Intensywne, murowane budownictwo na Górnym Mieście zaczęło się dopiero na początku XVII wieku. Promienisty rozwój Mińska wokół zamku na początku XVII wieku wyczerpał swoje topograficzne i społeczne perspektywy. Sąsiednia Góra Troicka nie spełniała oczekiwań w roli nowego centrum, ponieważ niekorzystne było jej położenie na drugim brzegu rzeki Świsłoczy. W takim wypadku miasto podzielone byłoby na dwie części, co bez względu na system grobli i mostów, bardzo skomplikowałoby komunikację i obronę w czasie działań wojennych.
Na początku XVIII wieku całe Górne Miasto zostało już zabudowane. Uformował się główny zespół architektoniczny Wysokiego Rynku, tworząc indywidualne oblicze Mińska.
Na początku XX wieku Górne Miasto wchodziło w skład pierwszej i drugiej policyjnej części Mińska.